# Ilybius corvinus
Ilybius corvinus är en skalbaggsart som först beskrevs av Johann Ludwig Christian Gravenhorst 1807.  Ilybius corvinus ingår i släktet Ilybius och familjen dykare. Inga underarter finns listade i Catalogue of Life.